# اشلوس یوهانسبورگ

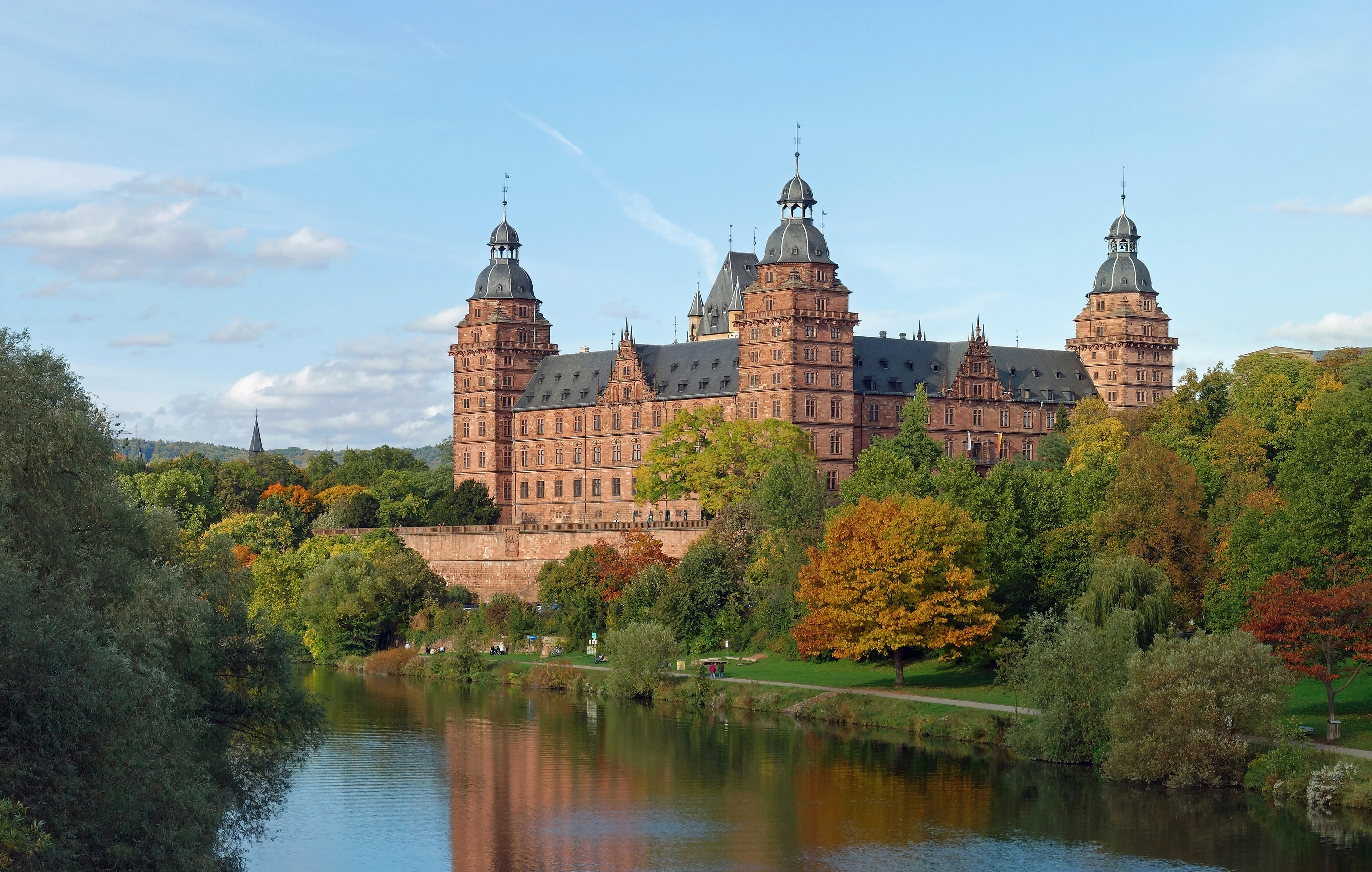
نمای اشلوس یوهانسبورگ از روی پل ماینز.

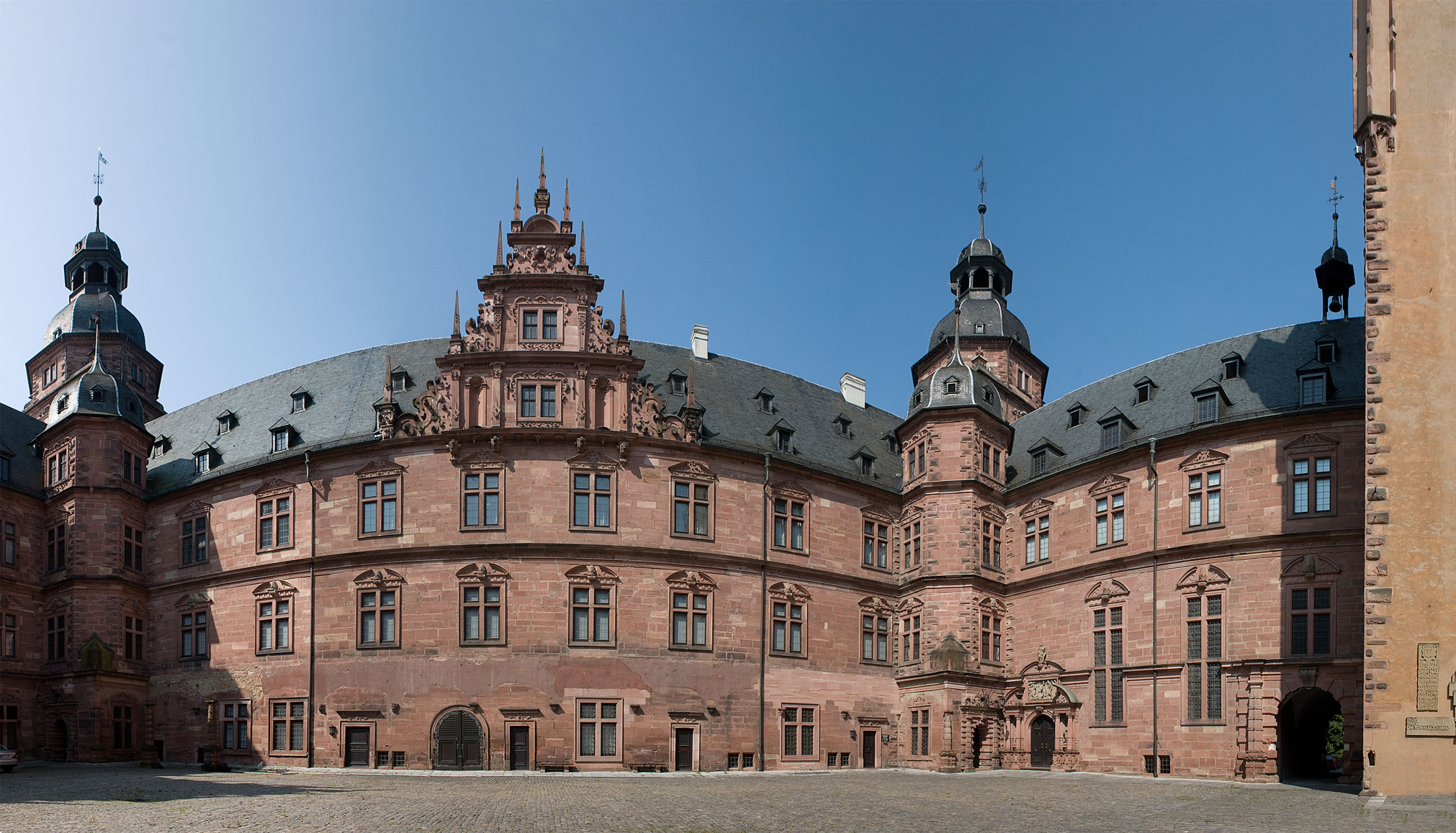
بخش داخلی کاخ.

اشلوس یوهانسبورگ یا کاخ یوهانسبورگ، (به آلمانی: Schloss Johannisburg) قلعه‌ای در آشافنبورگ آلمان است که در بین سال‌های ۱۶۰۵ و ۱۶۱۴ توسط جورج ریدینگر بنا شد. تا سال ۱۸۰۳ این کاخ اقامت‌گاه اسقف شاهزاده ماینز بود. کاخ از ماسه سنگ قرمز و مصالح معمولی اطراف آشافنبورگ ساخته شده‌است. کاخ یوهانسبورگ در میان شهر آشافنبورگ و مشرف به رودخانه ماین واقع شده و از مهم‌ترین آثار تاریخی و گردشگری این شهر است.
اشلوس یوهانسبورگ در محل قلعهٔ ویران شده‌ای از قرن ۱۴ام بنا شد و در طول ساخت و ساز بقایای قلعه قدیمی حفظ شد و در حال حاضر قدیمی‌ترین بخش کاخ است. اشلوس یوهانسبورگ یکی از مهم‌ترین آثار به‌جا مانده از دوره رنسانس در آلمان می‌باشد. در اواخر قرن ۱۸ام بخش داخلی کاخ با سبک کلاسیسیسم بازسازی شد. کاخ در روزهای پایانی جنگ جهانی دوم تقریباً تخریب شد و بازسازی آن حدود بیست سال طول کشید.